# Dmitrij Rigin
Dmitrij Wasiljewicz Rigin (ros. Дмитрий Васильевич Ригин; ur. 10 kwietnia 1985 w Krasnojarsku) – rosyjski florecista, srebrny medalista mistrzostw świata.
Podczas mistrzostw świata w Moskwie w 2015 roku Rosjanie w składzie: Artur Achmatchuzin, Aleksiej Czeriemisinow, Rienał Ganiejew i Dmitrij Rigin zdobyli srebrny w zawodach drużynowych. W tej samej konkurencji był też między innymi czwarty na mistrzostwach świata w Kazaniu (2014) i mistrzostwach świata w Lipsku (2017).
W rywalizacji drużynowej zdobył ponadto: złoto na mistrzostwach Europy w Toruniu (2016), srebro na mistrzostwach Europy w Montreux (2015) oraz brąz na mistrzostwach Europy w Sheffield (2011) i mistrzostwach Europy w Strasburgu (2014).
Nigdy nie wziął udziału w igrzyskach olimpijskich.